# Campaka (Campaka)
Campaka is een bestuurslaag in het regentschap Cianjur van de provincie West-Java, Indonesië. Campaka telt 4701 inwoners (volkstelling 2010).